# Lampredotto
Il lampredotto (pronuncia /lampreˈdɔtto/) è un piatto della cucina fiorentina a base di una delle quattro sezioni dello stomaco dei bovini, l'abomaso.
È un tipico piatto povero e il più comune cibo di strada fiorentino, tutt'oggi molto diffuso nel capoluogo toscano grazie alla presenza di numerosi chioschi dei cosiddetti "lampredottai", ovvero i venditori di lampredotto, dislocati in diverse zone della città.

## Etimologia
Il nome lampredotto deriva in qualche modo da quello della lampreda, un vertebrato acquatico del gruppo degli Agnati un tempo molto diffuso nelle acque del fiume Arno, la cui bocca ha una conformazione simile al disegno di questa trippa.

## L'abomaso
L'abomaso è formato da una parte magra, la gala, e da una parte più grassa, la spannocchia. La gala è caratterizzata da piccole creste (dette gale) di colore marrone e dal sapore forte e deciso. La spannocchia invece ha un colore più tenue e un gusto più morbido. Il lampredotto nel suo insieme è di colore scuro.

Disegno schematico dello stomaco concamerato di ruminante. Vista dal lato destro dell'animale

## Preparazione

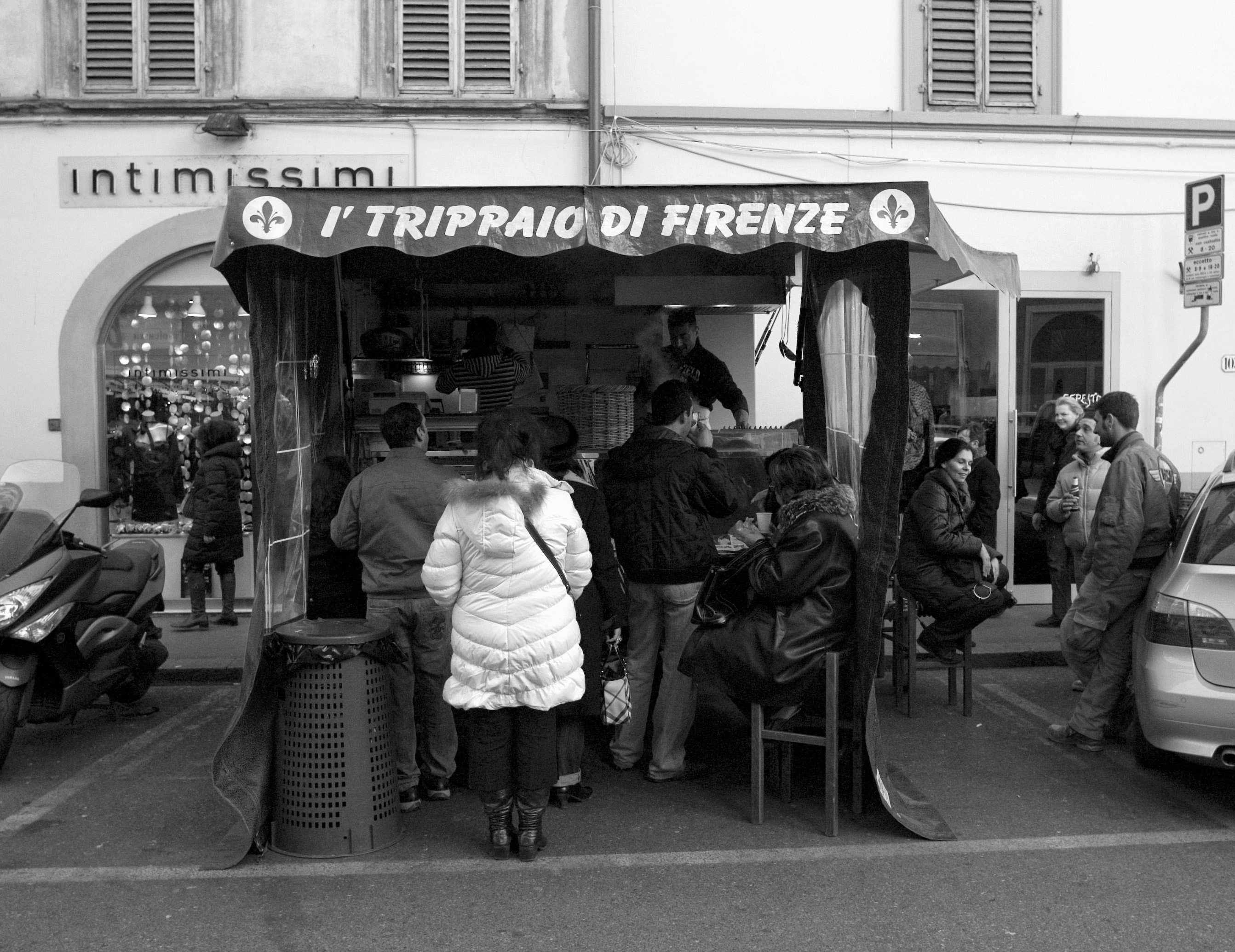
Chiosco per la vendita del lampredotto in via Gioberti

Viene cotto a lungo in acqua con pomodoro, cipolla, prezzemolo, carota e sedano. È possibile gustarlo sia come un normale bollito condito con salsa verde, sia alla maniera più amata dai fiorentini, ovvero tagliato a pezzetti come ripieno di un panino toscano salato, il semelle, la cui parte superiore viene generalmente imbevuta nel brodo di cottura del lampredotto. Molto diffusa sui banchi dei lampredottai è anche la versione in zimino, ovvero in umido con verdure a foglia, generalmente spinaci.